# Starożytna łaźnia w Nazarecie
Starożytna łaźnia w Nazarecie (hebr. ‏בית המרחץ העתיק‎) – termy zlokalizowane na Starym Mieście Nazaretu, na północy Izraela. Powstała w okresie hellenistycznym lub rzymskim.

## Historia
Starożytna łaźnia w Nazarecie została odkryta w 1993 roku przez Eliasa Shama, który miał problem z wilgocią w zakupionym przez niego sklepie przy placu Źródła Marii. Z tego powodu rozpoczął on remont, odkrywając w ścianach stare gliniane rury, a w piwnicy część podziemnego tunelu. Użyty przez niego wysokiej rozdzielczości georadaru odkrył olbrzymi kompleks podziemnych korytarzy. Dodatkowe badania przeprowadzone w latach 2004–2005 ujawniły dużą łaźnię oraz inne dodatkowe struktury podziemne. W 2003 roku archeolog Richard Freund wyraził przekonanie, że odkryte miejsce z pewnością jest bizantyjską łaźnią.

## Architektura
Łaźnia została udostępniona do zwiedzania turystom. Termy zaopatrywane były podziemnymi tunelami w źródlaną wodę pochodzącą ze Źródła Marii. Pomieszczenia z basenami i sala do wypoczynku były ogrzewane gorącym powietrzem rozprowadzanym w przestrzeni pod podłogą. System ten nazywano hypocaustum. Tutejszy piec i hypocaustum są najpiękniejszym takim zachowanym systemem na Bliskim Wschodzie.